# J. Clarence Karcher
John Clarence Karcher (15 de abril de 1894 - 13 de julho de 1978) foi um geofísico e empresário norte-americano. Ele inventou e eventualmente comercializou o sismógrafo de reflexão, solicitando patentes em 1919. Pelo patenteamento e desenvolvimento da sismografia de reflexão, ele criou o meio pelo qual a maioria das reservas de petróleo do mundo foram descobertas. Em 1930, ele, Eugene McDermott e Everette Lee DeGolyer fundaram a Geophysical Service Incorporated, fornecedora pioneira de serviços de exploração sísmica para a indústria do petróleo que se concentrava na sismologia de reflexão.